# Guinea-Bisáu en los Juegos Paralímpicos de Río de Janeiro 2016
Guinea-Bisáu estuvo representado en los Juegos Paralímpicos de Río de Janeiro 2016 por un deportista masculino. El equipo paralímpico guineano no obtuvo ninguna medalla en estos Juegos.